# The Baron (álbum)
The Baron es el vigésimo noveno álbum del cantante country Johnny Cash lanzado el año 1981 bajo el sello discográfico Columbia. La canción del mismo nombre que el álbum, llegó a los mejores 10 de los rankings country mientras que los otros singles publicitarios del LP no tuvieron la misma suerte; "Mobile Bay", "Reverend Mr. Black" y "Chattanooga City Limit Sign" llegaron a las posiciones #60, #71 y #71 respectivamente.

## Canciones
1. The Baron – 3:37
(Richey, Sherrill y Taylor)
2. Mobile Bay – 3:01
(Kirby y Putman)
3. I Learned the Hard Way – 2:59
(Collins y Johnson)
4. Ceiling, Four Walls and a Floor – 2:40
(Hall)
5. Hey, Hey, Train – 2:42
(Stuart)
6. Reverend Mr. Black – 3:11
(Leiber, Stoller y Wheeler)
7. The Blues Keep Getting Bluer – 2:34
(Reynolds)
8. Chattanooga City Limit Sign – 3:52
(Drawdy)
9. Thanks to You – 2:29
(Cash)
10. Greatest Love Affair – 3:31
(David y Sherrill)

## Posición en listas
Álbum - Billboard (América del Norte)
| Año  | Tabla           | Posición |
| ---- | --------------- | -------- |
| 1981 | Álbumes Country | 24       |

Canciones - Billboard (América del Norte)
| Año  | Canciones                     | Tabla             | Posición |
| ---- | ----------------------------- | ----------------- | -------- |
| 1981 | "The Baron"                   | Canciones Country | 10       |
| 1981 | "Mobile Bay"                  | Canciones Country | 60       |
| 1981 | "Chattanooga City Limit Sign" | Canciones Country | 71       |
| 1981 | "Reverend Mr. Black"          | Canciones Country | 71       |